# Стрелков, Владимир Вячеславович
Влади́мир Вячесла́вович Стрелко́в (15 марта 1938, Ильинский Погост, Московская область — 12 декабря 2024) — советский и российский кинорежиссёр и сценарист.

## Биография
Окончил режиссёрский факультет ВГИКа (1964, мастерская документального кино Л. Кристи). Режиссёр научно-популярного, документального и игрового кино. Параллельно с учёбой работал режиссёром Нижне-Волжской и Казанской студий кинохроники. С 1964 — режиссёр Казанской киностудии, с 1972 — ТО «Экран» ЦТ СССР. В 1978—1985 годах — режиссёр-постановщик Одесской студии художественных фильмов.
В 1985—1991 годах — «свободный» режиссёр.
В 1992 году создал при ЕХБ киновидеостудию «Благовестие», где снимал фильмы и телепередачи на религиозную тематику. В 1995—1998 годах преподавал режиссуру в ГУКе.
Заслуженный деятель искусств Мордовской АССР (1971).
Умер 12 декабря 2024 года в возрасте 86 лет.

## Фильмография

### Документальные фильмы

#### Режиссёр
- «Город, как город»
- «Первые страницы»
- «Эрьзя»
- «Осенние дороги, Болдино»
- «Ночной полёт»
- «В Мордовии весна»
- «Народный художник Федот Сычков»
- «Сура, моя маленькая»
- «Баки Урманче»
- «Его университеты»
- «Просто метро»
- «За стеной страха»
- «Мы спасены в Надежде»
- «Это мы, Господи»
- и др. Всего более 40 фильмов и телепрограмм.

### Художественные фильмы

#### Режиссёр-постановщик
- 1979 — «Аллегро с огнём»
- 1983 — «Я, сын трудового народа»
- 1985 — «Подвиг Одессы»

#### Сценарист
- «Осенние дороги, Болдино»
- «В Мордовии весна»
- «Народный художник Федот Сычков»
- «Его университеты»
- «Баки Урманче»
- «Просто метро»
- «Особенный человек»
- «Подвиг Одессы»
- «Мы спасены в Надежде»
- «Это мы, Господи»